# Cestrum buxifolium
El tinto o uvito (Cestrum buxifolium) es una especie de arbusto de la familia de las solanáceas, nativo de los Andes, que se encuentra en Colombia, Ecuador y Venezuela, entre los 2.600 y 3.600 m de altitud.

## Descripción

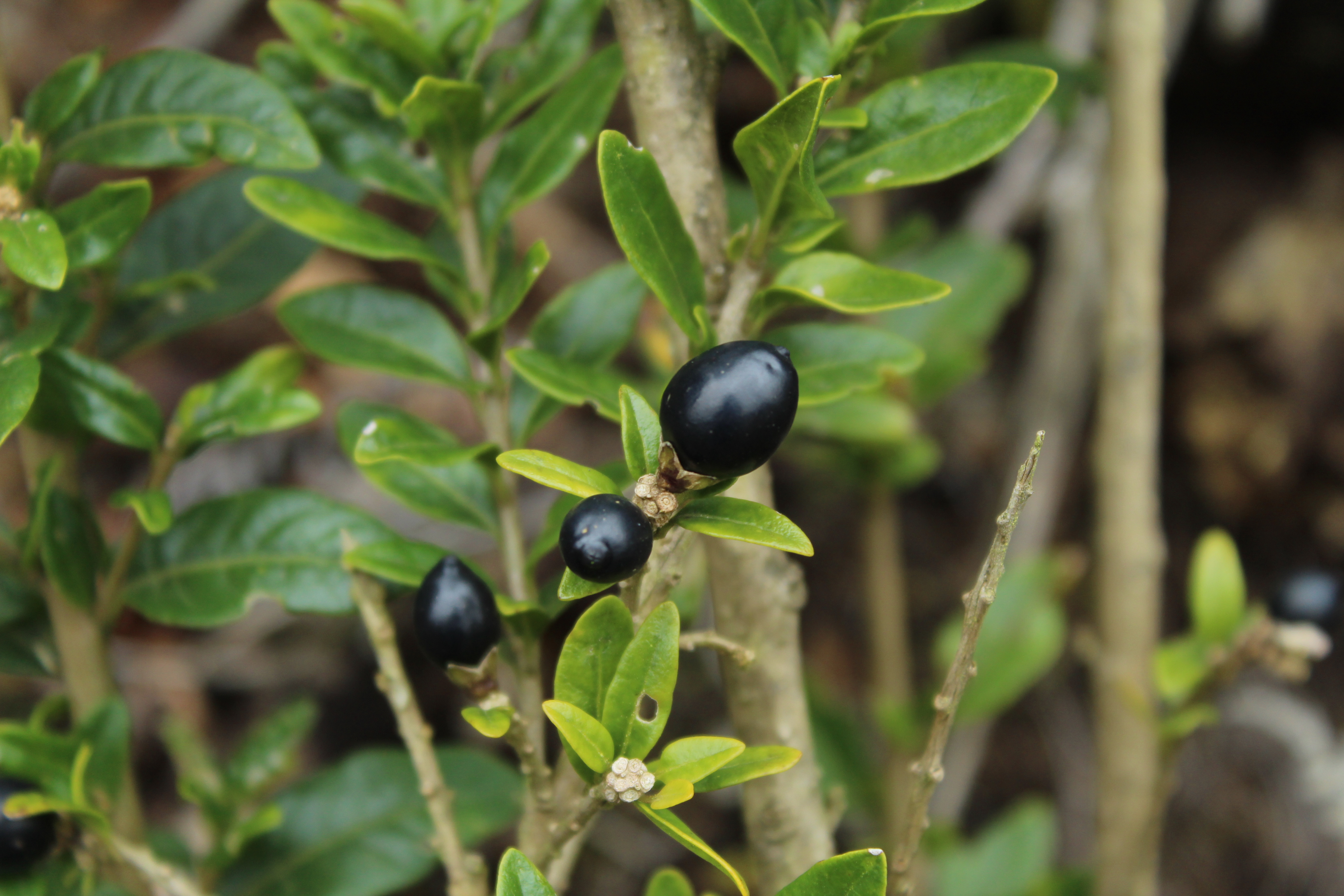
Frutos de Cestrum buxifolium en Paipa, Colombia.

Alcanza entre 1 y 4 m de altura. Bases racemosas; ramas robustas, erectas, teretes, de 2 a 5 mm de diámetro, rugosas o verrugosas, surcadas o acanaladas, grises; ramillas delgadas de 35 a 250 mm de largo y 1 a 2 mm de grosor, con pequeñas verrugas, cenizosas oscuras.
Hojas pequeñas muy próximas entre sí, esparcidas; hojas oblongas o elípticas, de base aguda, con pecíolos decurrentes, de 8 a 32 mm de longitud por 4 a 21 mm de anchura, coriáceas, margen revoluto, lustrosas, de color verde oscuro por la haz, verde pálido y con el nervio medio muy prominente, de color amarillo por el envés. Hojas dispuestas hacia las bases de las ramas jóvenes, pequeñas, cortamente pecioladas, redondas o elípticas, de 5 a 6 mm de longitud y 3 a 4mm de ancho, obtusas, glabras. Pecíolos de 2 a 4 mm de longitud y 0,5-0,7 mm de anchura, engrosados hacia la base, canaliculados hacia la parte superior, pubérulos o glabros.
Inflorescencia terminal con 3 a 5 flores en el ápice de las ramas; cáliz de 3,4 a 4,5 mm por 2m; corola de color amarillo a negruzco, brillante, de 16,5 a 18 mm de longitud; estambres de 14 mm de largo. El fruto es una baya de 9 a 12 mm de longitud por 7 a 9 mm de grosor; con 4 a 8 semillas angulosas, de 3,5 a 6 mm por 2 a 3 mm y con 0,7 a 1,5 mm de espesor, oscuras.

## Usos
La medicina tradicional le atribuye propiedades a la decocción de los tallos y las hojas como desinfectante y antiinflamatoria en úlceras y otras dolencias de la piel; así como a la aplicación externa de la espuma que sale de las hojas maceradas, como analgésico para aliviar el dolor de cabeza y; al zumo disuelto del fruto como antipirético. De los frutos maduros se extrae tinta para escribir.